# Dunn Center
Dunn Center è un centro abitato (city) degli Stati Uniti d'America, situato nella Contea di Dunn nello Stato del Dakota del Nord. Nel censimento del 2000 la popolazione era di 122 abitanti. La città è stata fondata nel 1914.

## Geografia fisica
Secondo i rilevamenti dell'United States Census Bureau, la località di Dunn Center si estende su una superficie di 1,00 km², tutti occupati da terre.

## Popolazione
Secondo il censimento del 2000, a Dunn Center vivevano 122 persone, ed erano presenti 33 gruppi familiari. La densità di popolazione era di 118 ab./km². Nel territorio comunale si trovavano 81 unità edificate. Per quanto riguarda la composizione etnica degli abitanti, il 90,98% era bianco, il 6,56% era nativo e il 2,46% apparteneva a due o più razze.
Per quanto riguarda la suddivisione della popolazione in fasce d'età, il 16,4% era al di sotto dei 18, il 4,9% fra i 18 e i 24, il 23,0% fra i 25 e i 44, il 32,8% fra i 45 e i 64, mentre infine il 23,0% era al di sopra dei 65 anni di età. L'età media della popolazione era di 43 anni. Per ogni 100 donne residenti vivevano 90,6 maschi.